# Craig Mack
Pour les articles homonymes, voir Mack.
Craig Jamieson Mack, né le 10 mai 1970 dans le Bronx à New York dans l'État de New York et mort le 12 mars 2018 à Walterboro en Caroline du Sud, est un rappeur américain.
Il lance sa carrière sous le nom de MC EZ. En 1992, il fait la rencontre de Sean « Puff Daddy » Combs qui le fait signer sur son label Bad Boy Records. Il y publie son premier album, Project : Funk da World, en 1994, qui contient le single à succès Flava in Ya Ear, un titre ensuite remixé par des rappeurs comme Notorious B.I.G.. Trois ans plus tard, en 1997, Mack publie un deuxième album, Operation: Get Down. Après son départ de Bad Boy Records pour des raisons financières, il revient dans le label pour participer à la compilation We Invented the Remix publiée en 2002.

## Biographie
Craig Mack commence sa carrière dans le hip-hop en 1988, sous le nom de MC EZ. Mack compose son premier single à l'adolescence, mais il n'en tirera rien dans sa carrière professionnelle. Il fait la rencontre de Sean « Puff Daddy » Combs en 1992, qui lui propose de participer à un remix d'une chanson de Mary J. Blige. Impressionné, Combs lui offre un contrat sur son label Bad Boy Records, distribué par Arista Records.
En 1994, Mack publie son premier album intitulé Project : Funk da World, qui sera classé 21e du Billboard 200. Cette même année, Mack connaît le succès grâce au single Flava in Ya Ear, extrait de l'album Project : Funk da World,. Flava in Ya Ear, publié le 31 juillet 1994, se classe premier des classements dance et hip-hop, et devient certifié disque de platine. Ce titre permet à Mack d'être nommé aux Grammy Awards dans la catégorie de « meilleure performance rap » en 1995. Le morceau est par la suite remixé par les rappeurs issus de la côte Est américaine Notorious B.I.G., Rampage, LL Cool J et Busta Rhymes ; il est aussi samplé par Ja Rule et Jennifer Lopez pour le titre Ain't It Funny en 2002. Malheureusement, le succès de l'album de Biggie, Ready to Die, éclipse celui de Craig Mack[réf. nécessaire].
En 1997, Mack revient avec un deuxième album, Operation: Get Down le 24 juin au label Zomba. La production exécutive de l'album est effectuée par Eric B. Bien que classé 46e du Billboard 200, l'album n'atteint pas le top 40, et Mack ne parvient pas à signer un nouveau contrat pendant le reste de la décennie. Mack quittera le label Bad Boy pour des raisons financières. Après deux albums indépendants publiés pendant quelques années, Mack revient dans le label Bad Boy pour participer à la compilation We Invented the Remix, publiée le 14 mai 2002, avec le titre Special Delivery en featuring avec Ghostface Killah et Keith Murray.
Mack signe ensuite sur deux autres labels, Street Life Records puis Stereo Nasty Records. En novembre 2012, il publie une mixtape intitulée Operation Why2K?.
Mack meurt le 12 mars 2018 d'une crise cardiaque dans l'hôpital de Walterboro en Caroline du Sud.

## Discographie

### Albums studio
- 1994 : Project: Funk Da World
- 1997 : Operation: Get Down

### Mixtape
- 2012 : Operation Why2K?

### Singles
| Année | Single          | Classements | Classements | Classements | Album                  |
| Année | Single          | U.S.        | U.S. R&B    | U.S. Rap    | Album                  |
| ----- | --------------- | ----------- | ----------- | ----------- | ---------------------- |
| 1994  | Flava in Ya Ear | 9           | 4           | 1           | Project: Funk Da World |
| 1994  | Get Down        | 38          | 17          | 2           | Project: Funk Da World |
| 1997  | What I Need     | -           | 55          | 16          | Operation: Get Down    |